# جائزة هوغو لأفضل الأعمال ذات الصلة
جائزة هوغو لأفضل الأعمال ذات الصلة (بالإنجليزية: Hugo Award for Best Related Work)‏ هي واحدة من جوائز هوغو تمنح كل عام للأعمال غير الخيالية المتعلقة بالخيال العلمي والفانتازيا المنشورة باللغة الإنجليزية أو المترجمة إلى اللغة الإنجليزية خلال العام الماضي. تمنح الجائزة للأعمال الروائية الخيالية عن فئات الرواية، الرواية القصيرة، الأقصوصة الطويلة وفئة القصص القصيرة.